# Cherubino Alberti

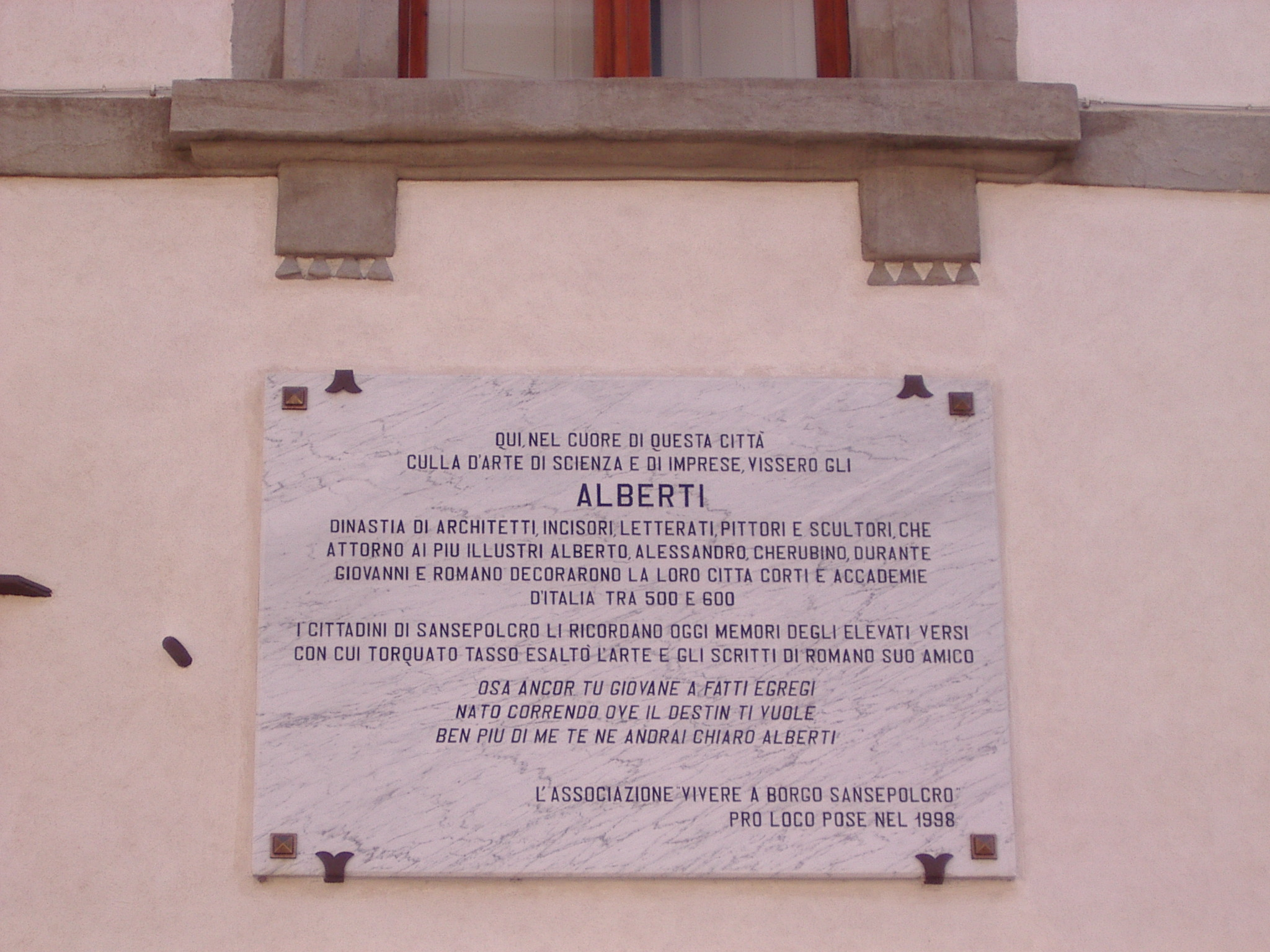
Lapide commemorativa a Sansepolcro.

Cherubino Alberti, anche noto come Borgheggiano (Borgo Sansepolcro, 1553 – Roma, 1615), è stato un pittore e incisore italiano.

## Biografia
Nato a Borgo Sansepolcro, dal quale il nome Borgheggiano, da una famiglia di pittori. Fu il secondo figlio dello scultore Alberto Alberti, anche  i suoi fratelli Alessandro Alberti e Giovanni Alberti furono artisti.
Alberti studiò a Roma con Cornelius Cort e poi si formò sulle opere di Agostino Carracci e di Francesco Villamena.
Operò come incisore modellando le sue immagini prendendo spunto da composizioni di altri artisti, soprattutto Federico e Taddeo Zuccari (tra il 1571 e il 1575).
Nel corso del decennio seguente realizza incisioni a partire da opere dei più grandi artisti contemporanei e anche delle generazioni precedenti: Raffaello, Michelangelo, Polidoro da Caravaggio, Andrea del Sarto, Rosso Fiorentino.
Un'altra serie di sue incisioni è ispirata alle statue antiche di cui i palazzi romani si andavano arricchendo.
In seguito l'Alberti decorò con affreschi alcuni di questi palazzi: le opere più note sono l'affresco della Sala Clementina in Vaticano (realizzato con il concorso del fratello Giovanni) e quelli della basilica di Santa Maria in Via Lata.
Sue opere minori anche nella Cappella della Santissima Trinità, voluta per sepoltura dall'architetto aretino Carlo Lambardi, in chiesa di Santa Maria in Via, Roma.
Al momento della morte, l'artista era "Principe" (direttore) dell'Accademia di san Luca.
Viene sepolto nella Basilica di Santa Maria del Popolo a Roma.

## Opere
All'Alberti sono attribuite più di 180 incisioni, tra le quali:
- L'Assunzione e l'Incoronazione della Vergine, da Federico Zuccari (1572).
- L'Adorazione dei Magi, La Trasfigurazione, Cristo che prega sulla montagna e la lapidazione di Santo Stefano, da Rosso Fiorentino (1574).
- Battesimo del Salvatore, da Andrea del Sarto (1574).
- Tobia e l'Angelo, da Pellegrino Tibaldi (1575).
- L'adorazione dei pastori, da Taddeo Zuccari (1575).
- Caronte e altri demoni (1575).
- Prometeo e l'avvoltoio (1580).
- Giove e Ganimede, da Raffaello (1580).
- La Presentazione al Tempio, La Resurrezione, e La Sacra Famiglia da Raffaello (1582).
- Storie della Passione di Gesù nell'Oratorio di San Rocco in Sansepolcro (insieme ai fratelli Alessandro e Giovanni, 1588).
- Giudizio Universale (due tavole)(1591).
- Pietà, da Michelangelo.
- La Creazione, Adamo ed Eva cacciati dal Paradiso terrestre, da Polidoro da Caravaggio (tre tavole).
- La morte dei figli di Niobe (cinque tavole).
- Ratto delle Sabine.
- Trionfo di Camilla.
- Plutone che porta la torcia.
- La Fortuna in piedi su una conchiglia.
- Le Grazie e Venere che lasciano Cerere e Giunone, da Raffaello.
- Il miracolo di San Filippo Benizzo, da Andrea del Sarto.
- Cristo in preghiera nell'orto, da Perino del Vaga.
- La Sacra Famiglia, La Flagellazione, La Conversione di San Paolo, L'Assunzione della Vergine, da Taddeo Zuccari.
- Ritratto di papa Gregorio XIII.
- Santa Susanna su un piedistallo, armata di spada.
- San Gerolamo che medita davanti al Crocifisso.
- La Crocifissione da Michelangelo.
- Sant'Andrea che porta la propria croce.